# Тимоти Ледук
Тимоти Ледук (Сидар Рапидс, 4. мај 1990) амерички је клизач који се такмичи у дисциплини клизања у пару. Са Ешли Кејн-Грибл два пута осваја државни шампионат САД-а (2019, 2022), осваја сребрну медаљу Такмичења на четири континента 2018. и три медаље из серије Гранд При. Првa је отворена геј особа која је освојила титулу у паровима на шампионату САД и прва отворено небинарна особа која ће се такмичити на Зимским олимпијским играма.
Тимоти Ледук се рађа 4. маја 1990. у Сидар Рапидсу, Ајово. Ледук се интересује за уметничко клизање након гледања Олимпијских игара 2002. и почиње да похађа часове уметничког клизања кроз програм Научи да клизаш. Ледук је прва отворена геј особа која осваја титулу у паровима на првенству САД. Ледук је небинарна особа и користи заменицу „они” (they) у енглеском језику.

## Каријера
Ледук почиње да учи да клиза са 12 година, а креће на приватне часове две године касније. Пласира се на седмом месту у мушкој категорији на Националном такмичењу САД-а у уметничком клизању 2008.
Са Лаурен Гифорд се такмичи на Националном такмичењу САД-а у уметничком клизању 2010. и пласира се на десетом месту.
Са Кеси Ендрувс осваја бронзу на Националном такмичењу САД-а у уметничком клизању 2011. и на четвртом месту на Јуниорском светском првенству у уметничком клизању 2011. у Кангнуну, у Јужној Кореји. Следеће године су прешли на такмичење за одрасле и завршили на једанаестом месту.
Диди Ленг постаје Ледукова партнерка у јуну 2012. После националног такмичења САД-а 2013. су се такмичили на Међународном такмичарском купу, на ком су завршили пети. Следеће сезоне, били су шести на Међународном купу у Ници и седми на Националном такмичењу САД-а 2014. После раскидања партнерства, Ледук клиже са својом сестром две године на Вили Бетак представама на леду на Royal Caribbean крузерима. После истека уговора са Royal Caribbean, враћа се такмичењима.

### Партнерство са Кејн-Грибл
Слушајући савет Мича Мојера, Ледук врши клизачке пробе са Ешли Кејн у мају 2016. 23. маја 2016, потврдили су своје намере да заједно клизају на такмичењима. Тренер им је Ешлин отац, Питер Кејн, који живи у Јулесу, у Тексасу.
Дуо је победио на десетинама различитих такмичења.

## Олимпијске игре
Националном такмичењу САД у уметничком клизању 2022, пар осваја златну медаљу и квалификује се за Зимске олимпијске игре 2022. Ако је Ледук такмичи, постаће прва небинарна особа да се такмичи на Зимским олимпијским играма.
Припреме за Зимске олимпијске игре су на неко време обустављене кад је на лето 2021. Кејн-Грибл тестирана позитивна на ковид-19.